# Kananga flygplats
Kananga flygplats är en flygplats i staden Kananga i Kongo-Kinshasa. Den ligger i provinsen Kasaï Central, i den centrala delen av landet, 800 km öster om huvudstaden Kinshasa. Kananga flygplats ligger 652 meter över havet. IATA-koden är KGA och ICAO-koden FZUA. Kananga flygplats hade 1 602 starter och landningar, samtliga inrikes, med totalt 30 504 passagerare, 5 822 ton inkommande frakt och 2 464 ton utgående frakt 2015.